# Vệ sĩ sát thủ
Vệ sĩ sát thủ (tên gốc tiếng Anh: The Hitman's Bodyguard) là phim hành động hài năm 2017 của Mỹ, do Patrick Hughes đạo diễn và quy tụ các diễn viên Ryan Reynolds, Samuel L. Jackson, Gary Oldman và Salma Hayek. Phim kể về một vệ sĩ (Reynolds thủ vai) có nhiệm vụ phải bảo vệ một sát thủ bị kết án (Jackson thủ vai) khi ông đi đến Tòa án Hình sự Quốc tế (ICC) để làm chứng.
Vệ sĩ sát thủ được phát hành tại Mỹ vào ngày 18 tháng 8 năm 2017, với doanh thu toàn cầu đạt 176 triệu USD. Phim nhận về đánh giá trái chiều, với giới phê bình khen diễn xuất và sự phối hợp của Ryan Reynolds và Samuel L. Jackson cũng như các cảnh hành động, nhưng lại chê cốt truyện sáo rỗng. Phần hậu truyện, Vệ sĩ sát thủ 2: Nhà có nóc, dự kiến khởi chiếu vào ngày 16 tháng 6 năm 2021 tại Mỹ và ngày 18 tháng 6 năm 2021 tại Việt Nam.

## Cốt truyện
Michael Bryce (Reynolds) tận hưởng một cuộc sống sành điệu với nghề nghiệp là một vệ sĩ tư nhân ưu tú của một trụ sở tại Anh, cho đến khi Takashi Kurosawa, thân chủ của anh, bị ám sát ngay trước mặt anh. 2 năm sau, một Bryce thất sủng kiếm sống bằng việc bảo vệ những tên giám đốc điều hành công ty nghiện ma túy ở Luân Đôn.
Trong lúc đó, Vladislav Dukhovich (Oldman), một kẻ độc tài tàn ác của Belarus, bị xét xử tại Tòa án Hình sự Quốc tế (ICC) vì các tội ác chống lại loài người. Không thể đảm bảo là bằng chứng hoặc lời khai sẽ đủ mạnh để chống lại Dukhovich, hy vọng cuối cùng của vụ truy tố là Darius Kincaid, tên sát thủ khét tiếng đang bị giam giữ. Kincaid đồng ý làm chứng chống lại Dukhovich để đổi lấy việc Sonia (Hayek), vợ ông, được ra tù. Được dẫn đầu bởi Amelia Roussel (Yung), Đặc vụ Interpol, một đoàn xe vũ trang hộ tống Kincaid từ Anh đến ICC tại The Hague.
Với sự trợ giúp của Jean Foucher (Almeida), tên Trợ lý Giám đốc Interpol xảo trá, người của Dukhovich thành công trong việc phục kích đoàn xe và giết gần hết đội bảo vệ. Kincaid loại bỏ các kẻ tấn công và Đặc vụ Roussel, người duy nhất còn sống sót, đưa Kincaid đến một nhà an toàn của Interpol. Nhận thấy rằng cơ quan không thể được giao phó nhiệm vụ vì thông tin có thể bị lộ, cô nhờ đến sự trợ giúp của Bryce, người tình cũ của cô, để hộ tống và bảo vệ Kincaid trên đường đến The Hague.
Bryce và Kincaid đi nhờ một chuyến phà đến Amsterdam, nơi Sonia đang bị giam giữ. Kincaid tiết lộ với Bryce rằng ông đã giết Kurosawa sau khi tình cờ bắt gặp Kurosawa trong lúc đang làm nhiệm vụ khác. Trong lúc Bryce than phiền về các thất bại của anh tại một quầy bia, người của Dukhovich tấn công Kincaid. Bryce đổi ý và giúp Kincaid trốn thoát, nhưng anh bị bắt lại. Trong lúc người của Dukhovich tra tấn Bryce, Kincaid đến và giải cứu anh.
Sau khi giải quyết các mâu thuẫn giữa họ, Bryce và Kincaid chiến đấu trên đường đến The Hague, và kịp đến đúng lúc. Kincaid làm chứng rằng Dukhovich đã thuê ông để ám sát một đối thủ chính trị, nhưng Kincaid đã chứng kiến Dukhovich thực hiện một cuộc hành quyết hàng loạt, và ông đã đăng tải những hình ảnh vụ thảm sát lên một trang FTP bí mật mà ông cung cấp cho toà án.
Dukhovich thú nhận các tội của hắn, sau đó thực hiện kế hoạch dự phòng: đánh bom toà án để trốn thoát. Foucher rời khỏi toà án trước vụ đánh bom và Roussel suy luận rằng hắn là kẻ phản bội. Giữa đống hoang tàn sau khi bom nổ, Dukhovich lấy một khẩu súng để giết Kincaid, nhưng Bryce nhảy ra trước viên đạn. Giữa lúc bị thương, anh bảo Kincaid ngăn Dukhovich lại. Foucher và Roussel đánh nhau, sau đó Bryce bắn Foucher để cứu Roussel. Kincaid đuổi theo Dukhovich lên trên mái nhà, nơi hắn định trốn thoát bằng máy bay trực thăng. Kincaid phá huỷ máy bay trực thăng và đạp Dukhovich ra khỏi mái nhà khiến hắn rơi đến chết vì đã bắn Bryce.
Kincaid bị bắt giữ trở lại vì các tội khác nhau của ông, nhưng trốn thoát được khỏi Nhà Tù Belmarsh vài tháng sau đó để ông và Sonia có thể kỷ niệm ngày cưới của họ trong quán bar ở Honduras, nơi họ gặp nhau lần đầu. Họ hôn nhau khi có một cuộc ẩu đả xảy ra xung quanh họ trong quán bar.

## Diễn viên
- Ryan Reynolds vai Michael Bryce, một cựu đặc vụ bảo vệ hành pháp hạng A và là cựu sĩ quan CIA.
- Samuel L. Jackson vai Darius Kincaid/Evans, một trong những sát thủ khét tiếng nhất thế giới.
- Gary Oldman vai Vladislav Dukhovich, Tổng thống độc tài của Belarus.
- Salma Hayek vai Sonia Kincaid, vợ của Darius.
- Élodie Yung vai Amelia Roussel, một đặc vụ của Interpol và là bạn gái cũ của Michael.
- Joaquim de Almeida vai Jean Foucher, Trợ Lý Giám Đốc của Interpol. Về sau, hắn được tiết lộ là tay trong và phó chỉ huy của Dukhovich.
- Barry Atsma vai Moreno, luật sự truy tố trưởng.
- Tine Joustra vai Renata Casoria, Giám đốc của Interpol.
- Kirsty Mitchell vai Rebecca Harr, luật sư của Darius.
- Sam Hazeldine vai Garrett, một sĩ quan của Cơ quan Tội phạm Quốc gia (NCA).
- Mikhail Gorevoy vai Litvin, luật sư bào chữa của Dukhovich.
- Richard E. Grant vai Mr. Seifert, một giám đốc nghiện ma tuý và là khách hàng của Michael.
- Yuri Kolokolnikov vai Ivan, lính đánh thuê trưởng của Dukhovich.
- Georgie Glen vai Thẩm phán trưởng của ICC.
- Chris Wilson vai Thẩm phán của ICC.

## Sản xuất
Vào tháng 5 năm 2011, hãng phim Skydance Media của David Ellison nhận được kịch bản hành động của The Hitman's Bodyguard do Tom O'Connor viết. Kịch bản này nằm trong danh sách top 2011 kịch bản chưa được sản xuất (dựa theo khảo sát Black List). Theo kế hoạch ban đầu thì phim mang thể loại chính kịch, nhưng kịch bản đã trải qua quá trình viết lại trong vòng 2 tuần "điên loạn" để được thay đổi thành phim hài vài tuần trước thời điểm khởi quay.
Ngày 4 tháng 11 năm 2015, Ryan Reynolds, Samuel L. Jackson và Gary Oldman được chọn vào dàn diễn viên, và phim được Jeff Wadlow đạo diễn cho Millennium Films. Các nhà sản xuất phim là Mark Gill, John Thompson, Matt O'Toole và Les Weldon. Ngày 23 tháng 2 năm 2016, Élodie Yung và Salma Hayek được bổ sung vào dàn diễn viên, và phim sẽ do hãng Lionsgate phân phối tại Mỹ. Ngày 9 tháng 3 năm 2016, có báo cáo cho rằng Wadlow đã rời dự án, và Patrick Hughes đã ký hợp đồng để tiếp tục đạo diễn phim.
Quá trình quay phim chính bắt đầu vào ngày 2 tháng 4 năm 2016 ở Luân Đôn, Amsterdam và Sofia. Theo kế hoạch ban đầu, chỉ có một cảnh được quay ở Amsterdam, nhưng khi Patrick Hughes ghé thăm nơi này và các vùng lân cận, ông đã quyết định di chuyển vài "cảnh Luân Đôn" đến khu nội thành cũ của Amsterdam.

## Phần tiếp theo
Vào tháng 5 năm 2018, có thông báo cho rằng Reynolds, Jackson và Hayek đã sớm đàm phán để quay trở lại với vai diễn của họ trong phần hậu truyện mang tên là Hitman's Wife's Bodyguard (tựa đề tiếng Việt: Vệ sĩ sát thủ 2: Nhà có nóc), với kế hoạch quay phim được đưa ra cũng vào năm đó. Phần hậu truyện bắt đầu được sản xuất vào tháng 3 năm 2019, với Frank Grillo tham gia vào dàn diễn viên của phim.